# Ottonsk konst
Ottonsk konst är benämningen på den förhärskande konsten under de tre kejsarna Otto I, tysk-romersk kejsare, Otto II (tysk-romersk kejsare) och Otto III (tysk-romersk kejsare) under åren 962–1002. Den betecknar övergången från karolingisk till romansk konst och karakteriseras av att det tidigare skedets olika skolor smälter samman till en enhetlig tysk stil med påtaglig bysantinsk påverkan, särskilt inom bokmåleriet. Skulpturen, som varit en död konstart sedan antiken, väcktes till liv igen.

## Karaktär och utveckling
Utpräglade exempel på den ottonsk konsten finns inom bokmåleriet. De tidiga ottonska manuskripten hade fortfarande en påtaglig karolingisk tradition. Den antika naturalismen och illusionismen, som var anpassad till karolingiska eran och fortfarande fanns i vissa handskrifter, fick nu ge vika för en mera stiliserad utformning. De viktigaste länkarna mellan det karolingiska och det ottonska bokmåleriet fanns i Sankt Gallen, i klostren i Fulda och Corvey an der Weser.

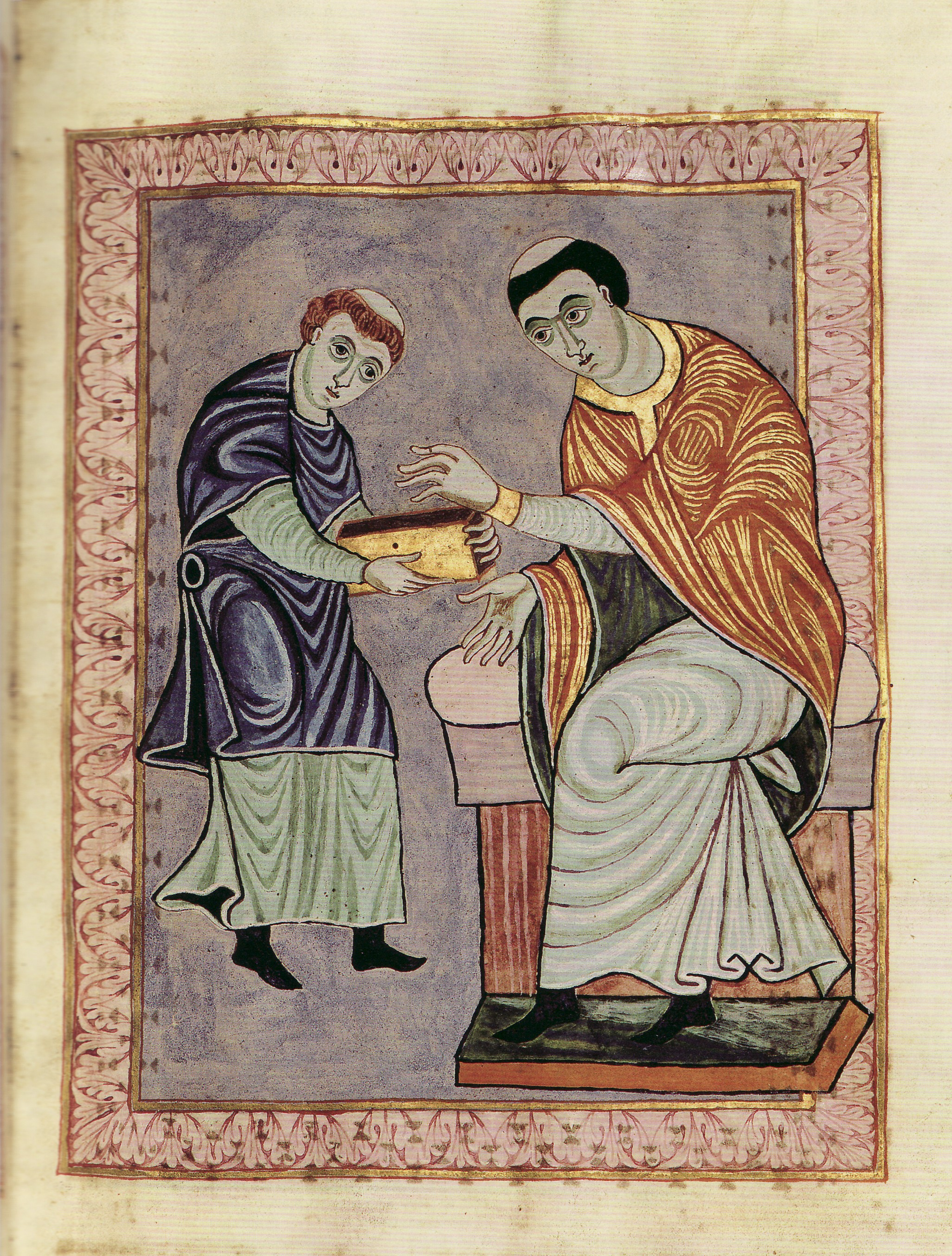
Gero-Codex (Reichenau, 970) Omslagsbild: Författaren Anno överlämnar verket till Gero.

De viktigaste centren för konst vid tiden för Otto I var Köln, där en disktinkt målerisk stil med bysantinskt inflytande utvecklades, Trier, Regensburg och säskilt klostret Reichenau. Därtill framställdes böcker i Mainz, Prüm, Echternach och andra ställen. På 1000-talet tillkom den bayersk-österrikiska regionen Tegernsee, Niederalteich, Freising och Salzburg.

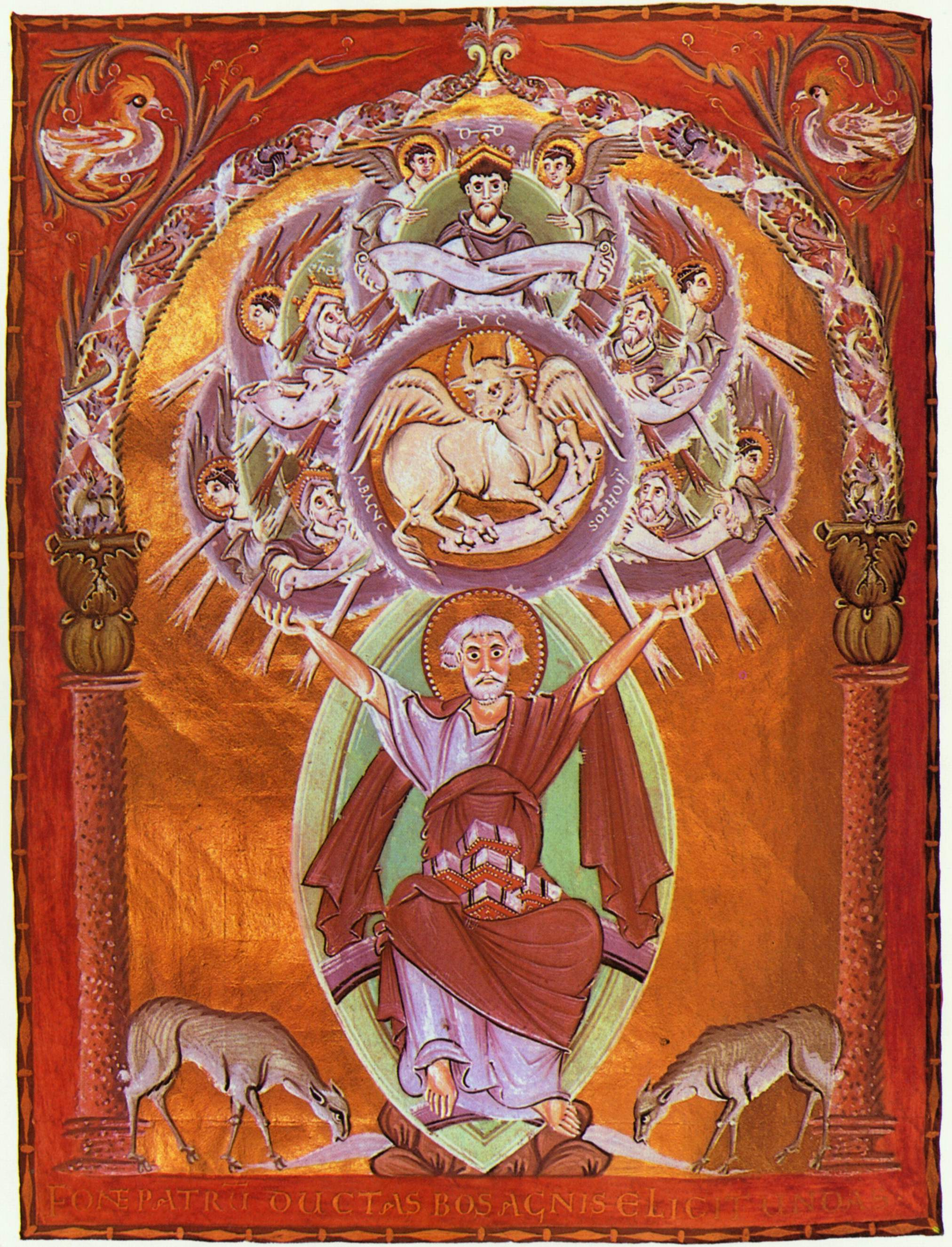
Otto III-evangelierna.

En viktig pionjär inom den ottonska bokmålningen var en anonym konstnär som, delvis under kung Otto II, arbetade i Lorsch, Reichenau, Fulda och Trier. På Reichenau, kring år 970, kom ur hans hand bland annat Gero-Codex och Peter Hausener Sacramentary. Under de sista åren av 900-talet var han inblandad i en Trier-manuskriptgrupp, benämnd Egbert-Psalter efter deras centrala handskrift, tillkommen på uppdrag av ärkebiskop Egbert. Det andra stora manuskriptet i denna grupp, Codex Egberti (980–993), visade i ornamentiken på paralleller till Reichenauskolan, men tyder i sin serie av målningar och ikonografi på antika och bysantinska förebilder.
Cirka 990–1020 nådde den ottonska bokmålningen sin höjdpunkt med Liuthargruppens verk som gjorts på Reichenau, såsom Aachener Liuthar-Evangeliar (cirka 990) och Münchener Evangeliar av Otto III (1000), Wolfenbütteler Pericopenbuch av Henrik II (1007–1012) och Bamberger Apokalypse  (ca 1020). Tio verk av Reichenauskolan infördes 2003 på Unescos lista över världens kulturarv.